# Aryjska para
Aryjska para (ang. The Aryan Couple) – amerykańsko-brytyjski film wojenny z 2004 roku w reżyserii Johna Daly'ego.
Zdjęcia do filmu powstały w Polsce: w Warszawie, Lublinie, Kozłówce (pałac), Chabówce, Stalowej Woli oraz na stacji Dobra koło Limanowej imitującej szwajcarską stację Schaffhausen.

## Obsada
- Martin Landau – Joseph Krauzenberg
- Judy Parfitt – Rachel Krauzenberg
- Kenny Doughty – Hans Vassman
- Caroline Carver – Ingrid Vassman
- Danny Webb – Heinrich Himmler
- Christopher Fulford – Edelhein
- Steven Mackintosh – Adolf Eichmann
- Jake Wood – Dressler
- Nolan Hemmings – Gerhard
- Andrzej Szenajch – Max
- Jerzy Moes – kierowca Krauzenberga
- Borys Jaźnicki – kelner z SS próbujący kawę Himmlera
- Paulina Chruściel – straganiarka
- Andrzej Deskur – strażnik w pociągu

i inni

## Opis fabuły
Węgry, rok 1944. Żydowski potentat przemysłowy Joseph Krauzenberg próbuje za wszelką cenę uchronić od śmierci siebie i swoją rodzinę. W tym celu nawiązuje kontakt z Himmlerem i Eichmannem. Za życie swoje i rodziny proponuje swój majątek znajdujący się w szwajcarskich bankach.